# Flat Earth Society
Die Flat Earth Society ist eine 1956 gegründete Organisation, die trotz naturwissenschaftlicher Gegenbeweise die Ansicht vertritt, die Erde sei flach.

## Geschichte
Der Brite Samuel Rowbotham (1816–1884) gründete eine Bewegung zur Propagierung dieser Ansicht. Ihn leitete dabei die Überzeugung, bestimmte Stellen der Bibel würden aussagen, die Erde sei flach. 1849 publizierte er eine 16-seitige Schrift, die er später zu einem Buch erweiterte.
Rowbotham behauptete, die Erde sei eine flache Scheibe mit dem Nordpol im Zentrum und mit einem Eiswall am Rand. Die Sonne sei weniger als 4000 Meilen von London entfernt.
Rowbotham und seine Anhänger wurden durch heftige Debatten bekannt, die sie mit Wissenschaftlern ihrer Zeit führten. Eine solche Debatte mit Alfred Russel Wallace führte zu zahlreichen Prozessen. 
Nach Rowbothams Tod gründeten seine Anhänger die Universal Zetetic Society, die das Magazin The Earth Not a Globe Review herausgab. Nach dem Ersten Weltkrieg setzte ein langsamer Niedergang der Bewegung ein. 
In den Vereinigten Staaten wurden Rowbothams Ideen von der Christian Catholic Apostolic Church übernommen. Die von John Alexander Dowie im Jahre 1895 ins Leben gerufene Religionsgemeinschaft gründete eine theokratische Gemeinschaft in Zion (Illinois), 70 km nördlich von Chicago. 1905 übernahm Wilbur Glenn Voliva die Leitung der Religionsgemeinschaft; diese zerfiel nach Volivas Tod 1942 im Zuge diverser Finanzskandale.
Die Universal Zetetic Society lebte in der 1956 von Samuel Shenton gegründeten International Flat Earth Society weiter, zunächst allerdings praktisch ohne Beachtung. Die in dieser Zeit aufkommenden Fotos der Erde aus dem Weltall wurden als Verschwörung abgetan. Im Jahre 1971 starb Shenton, und der 1924 geborene Texaner Charles K. Johnson wurde neuer Präsident der Society. In der nächsten Zeit wurden in etwas größerem Umfang (zeitweise bis zu 3000 Leser) Newsletter und Ähnliches veröffentlicht. Wie weit diese Leser die Thesen ernsthaft unterstützten, ist nicht bekannt; auch nicht, ob das Ganze noch ernst gemeint war. Dennoch erlangten die Thesen in dieser Zeit einige mediale Aufmerksamkeit.

## Gegenwart
Nach dem Tod von Johnson im März 2001 schlief die Flat Earth Society zunächst komplett ein. Inzwischen wurde sie von Daniel Shenton aus London als neuem Präsidenten reaktiviert. Seit Oktober 2009 wirbt sie auf einer eigenen Website wieder um Mitglieder.
Mit Stand 2019 hat die Flat Earth Society etwa 200.000 Follower auf Facebook, wobei viele Anhänger der Flachen Erde wenig mit der Flat Earth Society zu tun haben oder sie dezidiert ablehnen. So wurde 2019 auf einer Konferenz von Flacherdlern geäußert, die Flat Earth Society sei eine „staatlich kontrollierte Organisation“, deren Ziel es sei, „Desinformation“ über die Flache Erde zu verbreiten und die Flache Erde als „weit hergeholt“ darzustellen.